# Kaapse buulbuul
De Kaapse buulbuul (Pycnonotus capensis) is een zangvogel uit de familie van de buulbuuls (Pycnonotidae).

## Kenmerken
Deze vogel heeft een zwartachtig bruin vederkleed met een kenmerkende witte oogring, een donkerbruine iris en gele staartvlekken. De kop bevat een kleine kuif. De poten en de voeten zijn zwart. De lichaamslengte bedraagt ongeveer 22 cm.

## Leefwijze
Hun voedsel bestaat hoofdzakelijk uit bessen en andere vruchten, maar meelwormen staan ook op hun menu.

## Verspreiding en leefgebied
Deze soort komt voor in het westen en zuiden van Zuid-Afrika.

## Status
De grootte van de populatie is niet gekwantificeerd maar de soort wordt omschreven als plaatselijk algemeen tot zeer algemeen. Op de Rode lijst van de IUCN heeft deze soort de status niet bedreigd.